# Cantón de Echternach
Echternach (en luxemburgués Iechternach) es un cantón del este de Luxemburgo.

## Comunas

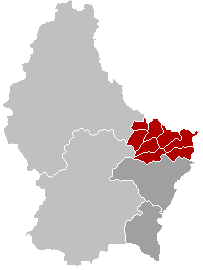
Comunas.

El cantón consta de siete comunas:
- Beaufort
- Bech
- Berdorf
- Consdorf
- Echternach
- Rosport-Mompach
- Waldbillig

## Geografía
El cantón de Echternach limita al norte y al este con Alemania, al sur con el cantón de Grevenmacher y al oeste con los cantones de Mersch y Diekirch.
- Datos: Q720221
- Multimedia: Canton of Echternach / Q720221